# Knuckles' Chaotix
Knuckles' Chaotix, anche conosciuto semplicemente come Chaotix (カオティクス?, Kaotikusu) in Giappone, è un videogioco a piattaforme, spin-off della serie Sonic the Hedgehog. Il gioco presenta come protagonisti Knuckles the Echidna e un gruppo chiamato Chaotix composto da quattro personaggi, i quali dovranno impedire che il Dr. Robotnik e Metal Sonic riescano a ottenere i sei ring magici e conquistare un'isola misteriosa. Il gameplay è simile a quello dei titoli precedenti: i giocatori devono completare i livelli raccogliendo i ring e sconfiggendo i nemici. Knuckles' Chaotix introduce un nuovo sistema legato al partner nel quale il giocatore e un altro personaggio sono collegati tra loro tramite un nastro, il quale si comporta come un elastico e deve essere usato per far muovere i personaggi.
Spesso Sonic Team viene accreditato erroneamente allo sviluppo di questo titolo quando in realtà se ne è occupato un altro team, che però fa sempre parte di Sega. La produzione è iniziata con Sonic Crackers, un prototipo del 1994 per Sega Mega Drive il quale sperimentava il sistema a nastro e presentava Sonic e Tails come protagonisti. Il gioco fu originariamente concepito come titolo principale di Sonic su Sega Saturn, ma fu spostato su 32X per via di mancanza di tempo. Sonic e Tails furono sostituiti da Knuckles e un gruppo di personaggi prevalentemente già esistenti; tra questi vi era Mighty the Armadillo apparso già nel titolo arcade SegaSonic the Hedgehog del 1993.
Il gioco fu pubblicato in Nord America e in Giappone nell'aprile 1995, mentre in Europa nel maggio dello stesso anno. Ha ricevuto critiche miste da parte della critica e fu un fallimento commerciale. I recensori trovarono ingombrante il sistema di gioco legato al nastro, anche se alcuni lo apprezzarono come tentativo di innovazione. Furono inoltre criticati il level design e la bassa difficoltà. I giornalisti del settore descrissero Knuckles' Chaotix come l'ultimo dei "classici" 2D dei giochi di Sonic prima che la serie passasse al 3D. Alcuni personaggi e concetti verranno poi ripresi in seguito in alcuni titoli e media successivi. Nonostante l'interesse dei fan, non è mai stato ripubblicato se non per un breve periodo attraverso il servizio GameTap a metà degli anni 2000.

## Trama
Il giorno prima dell'apertura di Carnival Island, un'enorme località di divertimenti attrezzata con numerose giostre e giochi, Knuckles vuole assicurarsi che tutto vada per il meglio senza intoppi prima del gran giorno. Tuttavia, il malvagio Dr. Robotnik vuole escogitare un nuovo diabolico piano ma per metterlo in atto ha bisogno di carburante per alimentare le sue ultime creazioni e crede che il Power Emerald, un potente smeraldo posto sull'isola, sia adatto al suo scopo e per fare ciò vuole utilizzare la sua nuova e terribile creazione, il Combi Confiner, un dispositivo che gli servirà per imprigionare l'echidna e i suoi amici.
Quando Knuckles fa ritorno dal suo giro di perlustrazione nella parte più lontana dell'isola, scopre che il Dr. Robotnik ha rapito tutti i suoi amici: Espio, Mighty, Vector e Charmy. Poco dopo, Knuckles scopre che può liberarli ma uno solo per volta, utilizzando il potere dell'anello, il quale emana una strana energia che tiene uniti i due compagni come un elastico magico. Poiché l'energia non viene conservata a lungo, l'echidna comprende che un piccolo lavoro di squadra può utilizzarla nel breve lasso di tempo per duplicare o addirittura triplicare la velocità del compagno. Così il giovane eroe parte nella sua missione di salvataggio, con l'intento di fermare Robotnik prima che ogni cosa sull'isola inizi a disgregarsi e che il parco divertimenti cada in rovina.

## Modalità di gioco
Knuckles' Chaotix è un videogioco a piattaforme a scorrimento laterale in 2D. A differenza degli altri giochi di Sonic the Hedgehog, i giocatori sono collegati con un partner controllato dal computer o da un altro giocatore; il nastro che collega i due personaggi si comporta come un elastico e deve essere maneggiato correttamente per muoversi attraverso i livelli. Sono presenti cinque personaggi giocabili, ognuno dei quali con delle abilità uniche. Knuckles the Echidna può volteggiare e arrampicarsi sulle mura, Mighty the Armadillo è in grado di saltare sui muri, Espio the Chameleon è capace di correre lungo le pareti e sui soffitti, Vector the Crocodile può spingersi in aria e arrampicarsi alle piattaforme mentre Charmy Bee è in grado di volare e librarsi. Sono disponibili anche due personaggi partner aggiuntivi, Heavy the Robot e Bomb, che finiranno per ostacolare i progressi del giocatore per via della loro natura rispettivamente lenta o distruttiva.
Il gioco si svolge in sei livelli chiamati attrazioni. Ogni attrazione è divisa in cinque atti, dove il quinto vede una battaglia contro un boss, che sarà un enorme robot controllato dal Dr. Robotnik. Ogni atto presenta un'ambientazione diversa a seconda del tempo in cui la si visiterà, che potrà essere di mattino, mezzogiorno, sera oppure di notte. Come i precedenti giochi della serie, i giocatori devono raccogliere i ring, saltare per eseguire un attacco a rotazione per sconfiggere i nemici ed eseguire in giro di rotazione a terra per guadagnare velocità. I power-up includono i ring, gli scudi e le scarpe della velocità. Il sistema partner permette ai giocatori di eseguire delle azioni non possibili nei precedenti capitoli. Si potrà chiamare il proprio partner se questo sarà separato, il quale si riunirà prontamente al personaggio principale, ma questo avrà un costo di dieci ring, oppure si potrà lanciare il compagno per raggiungere alcune piattaforme lontane. Se il compagno è controllato dal computer, il giocatore può fermarlo per eseguire delle mosse speciali come "scattare" per giungere su una sporgenza più alta o per guadagnare velocità.
Prima di entrare in un livello, si inizierà la partita da un mondo centrale dove si dovrà scegliere il partner e il livello. I livelli bonus sono nascosti attraverso le varie attrazioni; è possibile accedere a quest'ultimi anche raccogliendo venti o più ring oppure trovandone uno gigante dorato, quest'ultimi saranno nascosti in ogni livello. Nelle fasi speciali, il personaggio dovrà raccogliere delle sfere blu in una sezione a piattaforme a scorrimento orizzontale per guadagnare un Chaos Ring. Raccogliendo tutti i Chaos Ring si potrà sbloccare il finale "buono", nel quale saranno visibili Sonic e Tails assieme ai Chaotix, che hanno liberato l'isola da Robotnik.

### Zone
Il gioco si divide in sei zone più una introduttiva che mostra i controlli di base.
- Isolated Island (Scena di Allenamento nell'edizione italiana): un livello introduttivo ambientato su un'area speciale isolata dove il giocatore dovrà fare pratica con i comandi per imparare le varie meccaniche di gioco[37].
- Botanic Base (Base botanica nell'edizione italiana): è la prima zona ad apparire nel gioco e presenta un'attrazione naturale con un'immensa serra gigante, ricolma di alberi geometrici gli uni agli altri e una giungla dalla flora ostile[37]. Il boss è una macchina a forma di pendolo con una molla attaccata a esso.
- Speed Slider (Cursore della Velocità nell'edizione italiana): è la seconda zona che ha luogo sulle montagne rosse che ricordano Casino Night Zone di Sonic the Hedgehog 2 e Carnival Night Zone di Sonic the Hedgehog 3, e per questo motivo risulta essere l'attrazione più veloce del parco divertimenti[37]. Alla fine il livello di sposta con lo scontro con il Robotnik a bordo di una giostra piena di spuntoni.
- Amazing Arena (Arena Sorprendente nell'edizione italiana): è la terza zona e all'inizio il giocatore si ritroverà al buio, ma una volta premuto l'interruttore per accendere le luci, la zona diventerà molto luminosa e colorata[38]. Se non si riesce a trovare l'interruttore si verrà costretti a ricominciare il livello da capo. In quest'area sono presenti due boss, uno obbligatorio dove un mega-schermo proietta un robot distruttore armato di braccia allungabili e un miniboss opzionale, il quale è un enorme robot con le sembianze di Robotnik.
- Techno Tower (Torre Tecnologica nell'edizione italiana): è la quarta zona, è situata in una torre in stile futuristico che bisognerà scalare[38]. In alcune parti sarà necessario salire su un particolare macchinario a forma di trivella per poter farsi strada attraverso alcuni muri indistruttibili.
- Marina Madness (Follia sul mare nell'edizione italiana): è la quinta zona, un'attrazione che ha luogo su diverse navi da crociera[38]. Il giocatore dovrà saltare da una nave all'altra per giungere alla fine, cercando di schivare i pesci volanti e gli altri pericoli. Il boss da affrontare è un cristallo che si distrugge col tempo, alla fine della battaglia si vedrà Robotnik uscire dal cristallo sulla Eggmobile.
- World Entrance (L'entrata del Mondo nell'edizione italiana): è una zona di intermezzo che permette di recarsi negli altri livelli. Qui si può scegliere di terminare la partita, selezionare un nuovo partner o un nuovo livello da affrontare[39]. Inoltre qui si potrà affrontare il boss finale, Metal Sonic Kai[40] e la sua roulette lancia missili, fatto questo il robot assorbirà un ring gigante e si trasformerà in Giga Metal Sonic[N 1], una versione gigantesca e colorata di rosso di sé stesso.

### Power-up

Il power-up Shield

Attraverso i vari livelli il giocatore potrà trovare lungo il tragitto dei monitor, i quali una volta distrutti dai personaggi dopo un salto o durante una capriola potranno dargli un power-up differente a seconda dell'immagine raffigurata su di essi.
- Super Ring (Il superanello nell'edizione italiana): Permette di guadagnare dieci ring[41].
- Combine Ring (L'anello combinato nell'edizione italiana): Si tratta di un ring d'argento anziché d'oro come di consuetudine; consente di recuperare tutti i ring andati perduti quando si viene feriti da un nemico oppure da una trappola[41].
- Power Sneakers (Le potenti scarpe da ginnastica nell'edizione italiana): Offrono un super scatto di velocità[41].
- Shield (Lo scudo nell'edizione italiana): Consente di proteggersi dai colpi dei nemici evitando così la perdita dei ring in possesso, funziona anche in assenza di anelli, tuttavia non può salvare il personaggio dal perdere una vita quando cadrà in un burrone senza fondo, annega, viene schiacciato o finisce il tempo a propria disposizione[41].
- Invincible (L'invincibilità nell'edizione italiana): Rende invincibili dagli attacchi nemici e dai danni causati dalle trappole per un breve periodo di tempo[42].
- Swap (Lo scambio nell'edizione italiana): Fa cambiare la posizione del personaggio giocabile con quella del compagno per un breve lasso di tempo[42].
- Grow (La crescita nell'edizione italiana): Il personaggio controllato aumenta di dimensioni, peso e forza per un periodo limitato[42].
- Shrink (Il restringimento nell'edizione italiana): Il personaggio controllato diventa più basso e leggero per poco tempo[42].
- Change (Il cambiamento nell'edizione italiana): Il partner che accompagna il protagonista assume l'aspetto del personaggio raffigurato sul monitor per un breve periodo di tempo[42].

## Sviluppo
Sebbene a volte Sonic Team sia accreditato per lo sviluppo di Knuckles' Chaotix, in realtà il titolo è stato creato da un altro studio interno di Sega, e fra questi era incluso lo staff che aveva lavorato a Sonic CD (1993). Lo sviluppo è iniziato intorno all'aprile 1994 come prova per il motore per Sega Mega Drive, con il titolo provvisorio di Sonic Crackers (ソニック クラッカーズ?, Sonikku Kurakkāzu). Questa versione è talvolta conosciuta con il nome di Sonic Studium per via del file di intestazione presente nella sua ROM, il quale però risulta essere un errore di traslitterazione del più corretto Sonic Stadium (ソニックスタジアム?, Sonikku Sutajiamu). Il prototipo presentava Sonic e Tails uniti da una fascia elastica di energia. Secondo il giornalista Ken Horowitz, Sonic Crackers era molto probabilmente una ROM creata per dimostrare nuovi concetti alla direzione. Alcune idee sono state utilizzate in Sonic 3D: Flickies' Island (1996), mentre il level design, il sistema ad aggancio e un po' di musica sono riemersi invece in Knuckles' Chaotix.
Sega alla fine ha spostato lo sviluppo sul più potente componente aggiuntivo 32X di Mega Drive. Secondo Horowitz, ciò era dovuto alla fine dell'era delle console a 16 bit. L'ex amministratore delegato di Sega of America, Tom Kalinske, ha ricordato che Knuckles' Chaotix era un tempo destinato al successore del Mega Drive, il Sega Saturn, come gioco principale di Sonic the Hedgehog. Secondo Kalinske, lo sviluppo è passato al 32X quando è diventato chiaro che il gioco non sarebbe stato pronto per il lancio su Saturn; sempre Kalinske ha affermato che il progetto era "troppo grande, stava impiegando troppo tempo, aveva superato il budget ed era in ritardo". Poiché SEGA aveva bisogno di nuovi giochi per il 32X, ha deciso di ridimensionare questo titolo e introdurlo rapidamente su tale piattaforma.
Nel dicembre 1994, Sonic e Tails erano stati rimossi e il gioco era stato rielaborato per vestire i panni di Knuckles the Echidna, che era stato introdotto precedentemente in Sonic the Hedgehog 3 (1994). Il progetto aveva il titolo provvisorio Knuckles' Ringstar. Il gioco aggiunge anche i personaggi Mighty the Armadillo, Vector the Crocodile, Espio the Chameleon e Charmy Bee. Mighty era già apparso nel capitolo arcade SegaSonic the Hedgehog (1993); inoltre molte delle animazioni di Sonic furono prelevate dal prototipo Crackers e sono state riproposte per Mighty. Vector è stato creato per l'originale Sonic the Hedgehog (1991) ma fu scartato prima della sua uscita, e Charmy era apparso originariamente nel manga Sonic the Hedgehog. Il co-creatore di Sonic, Naoto Ōshima, ha ricordato di essere stato il responsabile della riproposizione di Vector e Charmy all'interno del cast, ma per il resto non ha avuto alcun coinvolgimento con Knuckles' Chaotix.
Espio era l'unico personaggio originale, disegnato dall'artista di manga Takumi Miyake. Un prototipo trapelato successivamente elencava Espio come personaggio in primo piano nella schermata del titolo invece di Knuckles, suggerendo che una volta fosse più prominente, suggerendo che forse avrebbe avuto un ruolo da protagonista. La potenza di elaborazione del 32X ha consentito effetti dinamici di ridimensionamento degli sprite e poligoni 3D nelle fasi speciali. Un complesso sistema di tavolozze permetteva a ogni livello di caricare colori unici. La musica è stata composta da Junko Shiratsu e Mariko Nanba. Il personaggio di Amy Rose compie un breve cameo nel Sound Test tramite l'utilizzo di un trucco, ma non ha un ruolo attivo nel gioco. Un glitch particolarmente noto è quello del personaggio rimosso chiamato "**********" (dieci asterischi), talvolta noto in Internet come Wechnia (dalla parola macedonia formata da White e Echidna), il quale ha l'aspetto di Knuckles ma con la pelliccia color bianco-argento, le ciocche rosse nei dreadlock e gli occhi rossi. Questi non è altri che una serie di dati rimanenti che sarebbero dovuti appartenere a Tails, il quale doveva essere giocabile dato che viene indicato nel secondo slot di selezione dopo Mighty. Questo particolare è stato confermato dopo il ritrovamento del prototipo 1207 Beta, che contiene un'icona della vita di Tails all'interno della ROM.

## Pubblicazione
Il gioco venne presentato alla stampa durante il Consumer Electronics Show del 1995 tenutosi a Las Vegas. Knuckles' Chaotix è stato pubblicato in Nord America il 20 aprile 1995, in Giappone il 21 aprile 1995, e in Europa il 1º maggio 1995. Venne inoltre reso disponibile in Brasile ad opera di Tectoy. Secondo Horowitz, lo sviluppo del gioco è stato accelerato per aiutare a incrementare le vendite lente del 32X. Il titolo svanì rapidamente nell'oscurità, ed è ora considerato un prezioso oggetto da collezione a causa del fallimento commerciale del 32X. Benché assente in Sonic Gems Collection, nel museo è presente un'intera galleria di immagini dedicate a tale gioco, ciò suggerisce che doveva comparire assieme agli altri capitoli di questa raccolta. L'unica riedizione è arrivata nel 2005, quando Knuckles' Chaotix è stato brevemente reso disponibile per i computer aventi come sistema operativo Mac OS X e Windows tramite il servizio in abbonamento GameTap.
Il prototipo ROM di Sonic Crackers è trapelato online da un gruppo di hacker belgi nel giugno 1995 e può essere giocato tramite emulatori. Una versione su cartuccia è stata messa all'asta su eBay per 146,50 $ nel 2001. Mentre alcuni fan ipotizzavano che la ROM di Sonic Crackers fosse una bufala frutto di un pesce d'aprile, la sua autenticità è stata confermata da più fonti, inclusi i riferimenti in un documento di progettazione interno di Sega assieme a del testo rinvenuto in un successivo prototipo di Knuckles' Chaotix.

## Accoglienza
| Testata                  | Giudizio |
| ------------------------ | -------- |
| 1UP.com                  | B        |
| AllGame                  | 2/5      |
| EGM                      | 7.4/10   |
| Famitsū                  | 25/40    |
| GameFan                  | 98/100   |
| GamePro                  | 2/5      |
| IGN                      | 6/10     |
| Next Generation          | 2/5      |
| Game Players             | 41%      |
| Mean Machines Sega       | 84/100   |
| Hobby Consolas           | 87/100   |
| MAN!AC                   | 81%      |
| Megazone                 | 87%      |
| Sega-16                  | 9/10     |
| Sega Magazine            | 81/100   |
| The Video Game Critic    | D+       |
| Defunct Games            | D-       |
| Super GamePower          | 2.8/5    |
| Play Time                | 74/100   |
| Computer and Video Games | 75/100   |
| HonestGamers             | 3/5      |
| Retro Game Review        | 7/10     |

Knuckles' Chaotix ha ricevuto recensioni contrastanti, e fu un fallimento commerciale, così come il 32X.
La presentazione del gioco ha diviso i critici. I quattro recensori di Electronic Gaming Monthly (EGM) ne hanno elogiato la grafica e hanno ritenuto che il gioco fosse uno dei migliori per il 32X, mentre GameFan considerava Knuckles' Chaotix il miglior capitolo della serie dai tempi di Sonic the Hedgehog 2 (1992). D'altro canto, un redattore di Next Generation ha trovato la grafica sgargiante e ha sostenuto che il gioco facesse "tentativi insignificanti di mettersi in mostra". GamePro, Game Players e IGN credevano che il gioco non fosse riuscito a spingere il 32X ai suoi limiti, citando la mancanza di effetti grafici e audio di qualità come con il Mega Drive, sebbene IGN ritenesse che alcuni elementi, come ad esempio diverse tracce musicali, fossero messe in evidenza. Nel 2008, GamesRadar+ ha scritto un articolo dedicato, ritenendolo il miglior titolo per il 32X e perciò decisamente sottovalutato, comunque lo considerò come un'"opportunità sprecata".
Il sistema multiplayer "a elastico" è stato criticato, nonostante fosse stato riconosciuto come uno sforzo che tentava di innovare la formula di gioco. Sebbene IGN ammirasse il tentativo di "dare vita a una serie che stava per esaurirsi" e sistemare il multiplayer sbilenco di Sonic 2 e Sonic 3 (1994), per cui Tails si perdeva fuori dallo schermo, sostenne che la fisica era "goffa" e non ortodossa. EGM ha ritenuto che il sistema fosse originale, ma ha rallentato il gameplay, la medesima affermazione è stata fatta anche da GamesRadar. Next Generation ritenne che il legame era stancante e non proprio innovativo e GamePro lo definì il più grande difetto di Knuckles' Chaotix, trovandolo frustrante e instabile. Il redattore ha anche affermato che tale legame complicava il gameplay e lo paragonò all'essere ammanettato.
Anche il level design e la bassa difficoltà sono stati criticati. GamePro ha scritto che i livelli, sebbene abbastanza grandi, non erano popolati con abbastanza nemici o segreti, opinione condivisa da IGN e Mean Machines Sega. IGN considerava il design dei boss semplicistico e quello dei livelli insipido e apparentemente incompiuto e Mean Machines Sega ritenne che, senza nemici, "questa non sarebbe nemmeno la metà del gioco che sarebbe potuto essere". Game Players ha criticato la mancanza di rigiocabilità del gioco, affermando che la semplicità di esso rendeva impossibili da perdere i segreti nei singoli livelli. Tuttavia, IGN, GameFan ed EGM hanno elogiato il numero di personaggi giocabili, e sempre IGN ha ritenuto che le "meravigliose" fasi speciali completamente 3D del gioco fossero le migliori della serie di Sonic the Hedgehog.
Nel complesso, IGN ha descritto Knuckles' Chaotix come "un brutto gioco con una buona base", e in un altro articolo ha sostenuto che il titolo era interessante, anche se imperfetto. EGM ha ritenuto che questo capitolo fosse il migliore per il 32X, ma non è riuscito a essere all'altezza dei precedenti giochi della serie Sonic. Game Players ha trovato il gioco una grande delusione, affermando che "a parte alcuni sfondi colorati, ti chiederai perché questo non è un titolo per Genesis". Alcuni giornalisti hanno indicato Knuckles' Chaotix come il punto di declino della serie, mentre AllGame e Complex hanno entrambi scritto che era tra i peggiori giochi della saga. Un redattore della testata spagnola Hobby Consolas consigliò l'acquisto del gioco ai fan della serie Sonic, i quali avrebbero apprezzato il team Chaotix e il gameplay originale. Un critico di MAN!AC elogiò la componente platform, assieme all'accompagnamento musicale, il gameplay aggiornato e i controlli. Inoltre, fece un plauso alla sua rigiocabilità; a suo avviso, i pregi precedentemente descritti avrebbero invogliato gli utenti a giocarci nuovamente. La rivista australiana Megazone sostenne che era uno spin-off vincente.
Andrew Christopher del sito Sega-16 elogiò la grafica, la musica (in particolar modo il brano Door Into Summer) e il design dei personaggi. Nella sua recensione, Christopher vide Knuckles' Chaotix come un esperimento degli sviluppatori che volevano capire come sarebbe apparso Sonic in condizioni diverse. Paragonò la tavolozza dei colori e gli sprite con quelli presenti in Mega Man 7 di Capcom, il level design con quello di Sonic CD mentre la grafica con quella dei primi giochi per PlayStation. Sam Hickman di Sega Magazine lo paragonò a Sonic & Knuckles, trovandolo meno sostanzioso di quest'ultimo e non molto originale ma era comunque un titolo passabile. Nel medesimo articolo il collega Rich Leadbetter affermò che i controlli erano meno intuitivi rispetto ai titoli passati e la mancanza degli ostacoli rendeva l'intera esperienza maggiormente piatta, al contrario la grafica fece dei progressi notevoli. Il portale The Video Game Critic vide il gameplay come controintuitivo, i controlli scadenti ed i livelli privi di fantasia. D'altro canto, vennero elogiati il salvataggio automatico dei progressi così come la selezione casuale delle zone e il sonoro eccellente.
Cyril Lachel di Defunct Games sostenne che come gioco per Game Gear sarebbe stato mediocre, ma su 32X si rivelava uno dei peggiori platform che avesse mai visto, sconsigliandolo praticamente a tutti i costi. La rivista portoghese Super GamePower apprezzò i livelli molto intriganti e pieni di sorprese. I colori erano vivaci, tra i migliori visti su 32X, ma la grafica era poco innovativa. Lo "zoom" dei personaggi non funzionava molto bene. In un'anteprima, la testata tedesca Mega Fun fece una considerazione sul fatto che i giochi per 32X stavano gradualmente guadagnano slancio, ma il recensore si chiese se la periferica avrebbe mai portato a dei reali progressi in termini grafici. L'aspetto era estremamente colorato, ma a parte le fasi 3D e alcuni effetti di zoom, che erano fondamentalmente solo ingannevoli, non si aveva la sensazione di trovarsi di fronte a un gioco a 32 bit. Il sistema legato al partner si traduceva in alcuna gag giocose, ma a lungo andare si mostrava come una palla al piede e perciò fastidioso. L'anello debole dell'intera opera era il level design, con sezioni chiaramente prive di dinamismo, soprattutto di avversari, per cui di solito permetteva di percorrere i livelli in fretta e senza particolari problemi. Il gioco era semplicemente troppo facile, perché poteva essere completato immediatamente e senza alcuna perdita di vite. Play Time affermò che il divertente principio del gioco, inclusi i round bonus in 3D, era notevolmente sminuito dal semplice design dei livelli, dal basso livello di difficoltà e dalla quasi nessuna qualità a 32 bit. Computer and Video Games lodò Chaotix perché sapeva sfruttare le potenzialità del 32X, con sacco di espansioni di sprite, fantastici sottogiochi e sfumature pastello, ma il gameplay era carente. Una volta che si aveva preso confidenza con il sistema di controllo, ci si rendeva conto che il numero di Badnik era piuttosto scarso e quindi si sarebbe andati alla ricerca di qualcosa su cui mettere alla prova le proprie abilità. Ciò però significava che la maggior parte dei livelli era facile da attraversare se non era per i boss capitanati dal Dr. Robotnik. In conclusione era un classico gioco tutto fumo e niente arrosto.
In una recensione in retrospettiva, Rob Hamilton di HonestGamers, affermò che era un titolo che si poteva spremere fino all'ultimo per la sua rigiocabilità, permettendo al giocatore di tornare a giocarci anche dopo aver raggiunto la fine. Nonostante ciò, Hamilton affermò che gli ci vollero due ore per salvare i dati la prima volta, ritenendo che fossero più che sufficienti per lui. Roberto Rodriguez di Retro Game Reviews analizzò il gioco nel 2017 reputandolo un titolo innovativo se non ci si aspettava il tipico gameplay che aveva caratterizzato da sempre la serie, allora si avrebbe avuto dinanzi un platform divertente. Sicuramente non era così accessibile dal punto di vista dei controlli, ma gli davano comunque una possibilità di far considerare il gioco un degno spin-off dall'elevata rigiocabilità.

## Fumetto
Nel gennaio 1996, Archie Comics pubblicò un albo a fumetti che fungeva da adattamento della storia del gioco, il quale era ambientato tra i numeri 30 e 31 della serie regolare Sonic the Hedgehog. Tuttavia, quest'ultimo era basato solo vagamente su quanto narrato nel titolo videoludico e integrava i personaggi originali del fumetto all'interno della trama mentre i Chaos Ring vennero sostituiti dalle Power Gem, ovverosia dei minerali energizzati simili agli Smeraldi del Caos e rinvenuti sul pianeta Mobius. Nel breve albo compiono il loro debutto tutti i membri dei Chaotix, compresi Heavy e Bomb; inoltre il design dei personaggi è stato completamente revisionato appositamente per l'occasione.

## Eredità
Knuckles' Chaotix è considerato l'ultimo dei "classici" giochi di Sonic the Hedgehog prima che il titolo 3D Sonic Adventure (1998) portasse la serie in nuove direzioni di gioco. Molti dei suoi concetti sono stati riutilizzati nei successivi titoli della saga. Un sistema partner simile è presente nel capitolo per Game Boy Advance, Sonic Advance 3 (2004), e IGN ha notato somiglianze tra le fasi speciali a esecuzione automatica di questo gioco e Sonic e gli Anelli Segreti (2007). Due brani della colonna sonora di Knuckles' Chaotix, Tube Panic e Door Into Summer, possono essere sbloccati ed ascoltati nella versione casalinga di Sonic Generations (2011). Il potenziamento "Hyper Ring" è riapparso in Sonic Mania (2017) e in un aggiornamento del 2018 è stata aggiunta una ricreazione dell'ultimo combattimento con il boss finale, ovvero Metal Sonic Kai.
Con l'eccezione di Mighty, tutti i membri dei Chaotix sono diventati personaggi ricorrenti nella serie Sonic. Quest'ultimi inizialmente non sono più riapparsi tutti e tre insieme fino a Sonic Heroes nel 2003. Il game director Takashi Iizuka ha affermato che Sonic Team ha ripescato i membri del Chaotix perché lo studio pensava che fossero unici e non li aveva mai usati in modo costante. Iizuka considera la versione Heroes dei personaggi diversa da quella presentata su 32X, affermando di aver creato nuovi personaggi semplicemente usando gli stessi design. Il gruppo è inoltre apparso in diverse storie nelle serie a fumetti Sonic the Hedgehog prodotta da Archie Comics e Sonic the Comic di Fleetway, così come nella serie anime Sonic X e nel relativo adattamento cartaceo. Mentre Game Informer considerava i Chaotix tra i migliori personaggi del franchise e sottoutilizzati, GamesRadar+ affermò che l'introduzione di quest'ultimi era un punto di svolta negativo per la serie in quanto "diluiva il Sonic-verso introducendo tonnellate di personaggi di merda". Jim Sterling ritenne che tutti i membri del Chaotix mancavano di qualità redentrici, chiamando Vector "Idiot the Crocodile" (lett. "Idiota il coccodrillo") ed Espio "Generic Brooder the Chameleon" (lett. ""Rimuginatore generico il camaleonte"). La redazione reputò Charmy come ridicolo e fastidioso anche per via della sua voce acuta. Dopo anni di assenza, Mighty è tornato come personaggio giocabile in Sonic Mania Plus nel 2018.
Nel 2011, Sega notò che i fan avevano spesso richiesto Knuckles' Chaotix tra i titoli che desideravano vedere ripubblicato. 1UP.com, GameSpy e Videogame.it hanno espresso il loro disappunto per il fatto che la compilation del 2005 Sonic Gems Collection non includesse il gioco. Nel 2010, il capo del Sonic Team, Iizuka, ha espresso interesse per lo sviluppo di un sequel. La medesima affermazione venne data da Christian Whitehead, lo sviluppatore delle versioni mobili di Sonic CD, Sonic the Hedgehog e Sonic the Hedgehog 2, affermando nel 2014 che sarebbe stato disponibile a creare un remake di Knuckles' Chaotix utilizzando il Retro Engine.

## Adattamento televisivo
Parzialmente, la serie televisiva Knuckles del 2024, è basata sul gioco. 